# Pinky (bande dessinée)
 (septembre 2012).
Si vous disposez d'ouvrages ou d'articles de référence ou si vous connaissez des sites web de qualité traitant du thème abordé ici, merci de compléter l'article en donnant les références utiles à sa vérifiabilité et en les liant à la section « Notes et références ».
Pinky est une série de bande dessinée italienne humoristique créée en octobre 1973 par Massimo Mattioli pour le journal Il giornalino.
La série met en scène un petit lapin rose excentrique du nom de Pinky, évoluant dans un monde surréaliste, où il côtoie des êtres étranges ainsi que des personnages de cartoons et de bandes dessinées (Superman, Mickey, Snoopy, voire Tintin). Il travaille comme photo-reporter pour un journal, dirigé par un éléphant vaniteux, tyrannique et égoïste du nom de Perry, Le bavard ("La notizia" dans la version originale). Il a pour mission de photographier tout évènement ou citoyen étrange (chose facile par rapport à l'environnement dans lequel il se trouve). 
Le héros a des amis ainsi que des ennemis ; Riton ("Giorgione" dans la version originale), un chien ventripotent, est le meilleur ami de Pinky, ainsi qu'un de ses collègues, et l'aide généralement dans ses missions, mais quelquefois ce dernier ne se montre guère fidèle, voire extrêmement fourbe et individualiste et lui vole le reportage. Il arrive que ces deux personnages se défient, se brouillent et finissent même par se battre. Pétula ("Petulià" dans la version originale), l'amie de Pinky (dont ce dernier s'éprend au cours de la série et se fiance finalement avec), une petite lapine naïve à la chevelure noire et aux yeux bleus, travaille comme secrétaire au bavard et accompagne quelquefois le héros dans ses missions. Joe Corneille ("Joe Cornaccia" dans la version originale), un corbeau malhonnête et perfide, est le rival de Pinky et travaille pour le journal concurrent du bavard, Le corbeau ("Il giornalaccio" dans la version italienne), et tente de lui voler le reportage, ce qu'il réussit à faire quelquefois.
La série fut publiée en France dans Pif Gadget de 1975 (dans le numéro 313) à 1990, tandis qu'en Italie avec Il giornalino, elle continue jusqu’en 2014.
Pinky apparait dans les numéros suivants de Pif Gadget :
| Numéro | Nb de page(s) | n° de page(s) | Titre                                                        |
| ------ | ------------- | ------------- | ------------------------------------------------------------ |
| 312    | 1             | 9             | annonce de Pinky pour le prochain numéro                     |
| 313    | 2             | 53-54         | Une photo pas ordinaire                                      |
| 314    | 4             | 15-18         | Pinky et le Gorille                                          |
| 315    | 4             | 92-95         | Une journée noire                                            |
| 317    | 6             | 28-33         | Pinky et la vedette                                          |
| 319    | 4             | 28-31         | Titre non indiqué                                            |
| 321    | 4             | 22-25         | Titre non indiqué                                            |
| 324    | 6             | 26-31         | Défi du Zoom                                                 |
| 325    | 4             | 14-17         | Le match                                                     |
| 329    | 6             | 24-29         | La formule du Professeur Belhibou                            |
| 333    | 4             | 24-27         | Appareils pleins de ressources                               |
| 334    | 4             | 24-27         | l’auteur s’excuse d’avoir oublié le titre de cette histoire… |
| 336    | 6             | 24-29         | Le picachou volé                                             |
| 337    | 10            | 63-72         | Le gang de la lessive                                        |
| 339    | 6             | 24-29         | Photo–choc                                                   |
| 342    | 6             | 24-29         | Titre non indiqué                                            |
| 344    | 6             | 24-29         | Le monstre des Tapatouvu                                     |
| 351    | 4             | 44-47         | Hep, taxi !                                                  |
| 353    | 4             | 20-23         | Dring                                                        |
| 354    | 4             | 22-25         | Un–Trig spatial                                              |
| 356    | 4             | 56-59         | Jalousie !                                                   |
| 358    | 4             | 20-23         | L'accident                                                   |
| 363    | 4             | 22-25         | Le duel                                                      |
| 365    | 4             | 28-31         | Aux innocents les mains pleines                              |
| 368    | 4             | 58-91         | Pinky au square                                              |
| 370    | 6             | 58-63         | Le ballon                                                    |
| 375    | 4             | 60-63         | Le rendez-vous                                               |
| 377    | 6             | 28-33         | Comment créer l'évènement                                    |
| 379    | 6             | 58-63         | L'étrangleur                                                 |
| 383    | 6             | 60-65         | Le retour de l'homme-poisson                                 |
| 434    | 5             | 51-55         | La dimension X                                               |
| 439    | 4             | 57-60         | Titre non indiqué                                            |
| 443    | 5             | 45-49         | La fleur express                                             |
| 448    | 4             | 37-40         | Titre non indiqué                                            |
| 451    | 4             | 13-16         | Pinky et le gorille                                          |
| 454    | 5             | 27-31         | Un hold up                                                   |
| 457    | 3             | 59-61         | Titre non indiqué                                            |
| 460    | 5             | 15-19         | Titre non indiqué                                            |
| 461    | 5             | 57-61         | Titre non indiqué                                            |
| 463    | 5             | 57-61         | L'anniversaire de Pétula                                     |
| 469    | 3             | 59-61         | Titre non indiqué                                            |
| 476    | 6             | 17-22         | Titre non indiqué                                            |
| 480    | 5             | 45-49         | Titre non indiqué                                            |
| 482    | 3             | 27-29         | Titre non indiqué                                            |
| 487    | 6             | 25-30         | Titre non indiqué                                            |
| 489    | 6             | 56-61         | Splotch !                                                    |
| 490    | 1             | 31            | O.V.N.I.                                                     |
| 491    | 4             | 59-62         | Un voleur pas ordinaire                                      |
| 493    | 4             | 57-60         | Titre non indiqué                                            |
| 495    | 4             | 28-31         | La meilleure                                                 |
| 497    | 6             | 27-32         | La véritable identité de Nembo-the-kid                       |
| 501    | 4             | 27-30         | Cauchemars                                                   |
| 504    | 4             | 69-72         | Drôle de noël                                                |
| 705    | 2             | 54-55         | Dites-le avec des fleurs                                     |
| 706    | 2             | 48-49         | Une idée au poële                                            |
| 707    | 2             | 46-47         | Nick le malabar                                              |
| 708    | 1             | 22            | Les années lumière                                           |
| 713    | 1             | 50            | Café extra-terrestre                                         |
| 714    | 1             | 50            | Le monstre                                                   |
| 715    | 2             | 47-48         | Les rois du scoop                                            |
| 718    | 2             | 46-47         | La Vengeance                                                 |
| 721    | 4             | 47-50         | Rock-coco                                                    |
| 722    | 4             | 18-21         | La méga-rose                                                 |
| 723    | 4             | 35-38         | Le match de l'année                                          |
| 724    | 4             | 42-45         | La guerre des carottes                                       |
| 726    | 4             | 16-19         | Les professionnels                                           |
| 728    | 4             | 16-19         | Pouille mouillée                                             |
| 729    | 4             | 18-21         | Surprise glacée                                              |
| 730    | 4             | 40-43         | Pucerons de choc                                             |
| 731    | 1             | 19            | Les risques du métier                                        |
| 732    | 1             | 43            | Mon œil !                                                    |
| 733    | 4             | 40-43         | Incidents de la frontière                                    |
| 734    | 1             | 42            | Blague à part                                                |
| 735    | 4             | 20-23         | La Perle                                                     |
| 736    | 4             | 50-53         | Fait Divers                                                  |
| 738    | 4             | 38-41         | Fait Divers                                                  |
| 740    | 4             | 42-45         | Fait Divers                                                  |
| 741    | 2             | 21-22         | Les problèmes du chef                                        |
| 742    | 2             | 40-41         | La pomme mûre                                                |
| 747    | 4             | 37-42         | Brève rencontre                                              |
| 749    | 2             | 40-41         | Coup démonté                                                 |
| 751    | 1             | 23            | Tourisme                                                     |
| 752    | 4             | 38-41         | Le volant vol                                                |
| 753    | 4             | 20-23         | La dépêche et la baguette                                    |
| 756    | 4             | 39-42         | Le scoop d'Arthur                                            |
| 757    | 4             | 38-41         | Fait Divers                                                  |
| 758    | 1             | 41            | Gastronomie                                                  |
| 760    | 4             | 43-46         | Fhroig !!!                                                   |
| 771    | 4             | 22-25         | Vive le cinéma !                                             |
| 773    | 1             | 43            | Alerte au martien !                                          |
| 775    | 4             | 38-41         | Edition spéciale                                             |
| 781    | 4             | 38-41         | Duel sous la neige                                           |
| 782    | 3             | 42-44         | Œil pour œil                                                 |
| 785    | 4             | 52-55         | L'incorrigible                                               |
| 788    | 3             | 38-40         | L'opportuniste                                               |
| 789    | 4             | 21-24         | Belle à croquer                                              |
| 790    | 4             | 47-50         | L'enchantement                                               |
| 799    | 4             | 62-65         | Stellopolis p1                                               |
| 800    | 4             | 62-65         | Stellopolis p2                                               |
| 802    | 4             | 62-65         | Stellopolis p3 et fin                                        |
| 803    | 4             | 10-13         | Fait Divers                                                  |
| 811    | 1             | 10            | Pigeon ou myope ?                                            |
| 812    | 1             | 13            | Géant                                                        |
| 813    | 1             | 14            | Terreur sur la ville                                         |
| 815    | 1             | 26            | Efficace                                                     |
| 817    | 1             | 53            | La vie en rose                                               |
| 819    | 4             | 55-58         | ?                                                            |
| 820    | 4             | 24-27         | Aaaargh !                                                    |
| 826    | 2             | 16-17         | la rubrique bleue                                            |
| 827    | 2             | 10-13         | Comme la lune …                                              |
| 832    | 1             | 22            | Touriste                                                     |
| 833    | 4             | 18-21         | Vacances à l'œil                                             |
| 834    | 4             | 42-45         | Du solide                                                    |
| 840    | 1             | 10            | Petite explication                                           |
| 842    | 1             | 40            | Titre non indiqué                                            |
| 843    | 1             | 38            | Test surprise                                                |
| 844    | 1             | 14            | Mauvaises lectures                                           |
| 852    | 4             | 14-17         | Fait Divers                                                  |
| 855    | 2             | 16-17         | Il n'st pas sourd…                                           |
| 873    | 4             | 20-23         | Tout un poème                                                |
| 888    | 4             | 71-74         | L'horible invasion                                           |
| 934    | 1             | 35            | C'est clair, non ?                                           |
| 935    | 1             | 18            | Prémonition                                                  |
| 936    | 1             | 34            | Economie d'énergie                                           |
| 953    | 1             | 39            | Prévoyant                                                    |
| 957    | 4             | 32-35         | La guerre des moules                                         |
| 958    | 1             | 33            | Grognon                                                      |
| 959    | 4             | 49-52         | Ah, l'intuition                                              |
| 975    | 1             | 34            | Élémentaire, mon cher !                                      |
| 983    | 1             | 37            | Le trou noir                                                 |

Pinky apparait dans les numéros suivants de Super Hercule  :
| Numéro | Nb de page(s) | n° de page(s) | Titre                                           |
| ------ | ------------- | ------------- | ----------------------------------------------- |
| 10     | 1             | 29            | Titre non indiqué (café orkk)                   |
| 40     | 1             | 26            | Titre non indiqué (reportage de ma vie)         |
| 40     | 1             | 27            | Titre non indiqué (rencontre avec un dinosaure) |

## Prix
- 2010 : Prix Micheluzzi de la meilleure série de bande dessinée humoristique
- 2012 : Prix Micheluzzi de la meilleure série au dessin non réaliste